# Anastasia (film 1956)
Anastasia è un film del 1956 diretto da Anatole Litvak.
Il film racconta la storia romanzata di Anna Anderson, la donna che asserì di essere Anastasia, la figlia dello zar Nicola II di Russia, l'unica secondo la leggenda a essere scampata all'eccidio della famiglia reale. Sceneggiato da Arthur Laurents e tratto dalla pièce di Guy Bolton e Marcelle Maurette.
Per l'interpretazione di questo film Ingrid Bergman nel 1957 vinse l'Oscar alla miglior attrice, facendo il suo trionfale ritorno a Hollywood, dopo gli anni di ostracismo a cui era stata sottoposta a causa della sua chiacchierata vicenda sentimentale con Roberto Rossellini.
Nella sequenza in cui Anna Anderson si esercita insieme con il generale Bounin ad apprendere alcune danze, si può ammirare un grammofono della famosa fabbrica "La Voce del Padrone", con il celeberrimo logo del cagnolino appoggiato sul disco.

## Trama
Parigi, 1928: nella speranza di mettere le mani sull'eredità dei Romanov, custodita in una banca inglese, il Generale Sergei Pavlovic Bounine istruisce Anna Korev, una giovane senza memoria da poco fuggita da un manicomio, sperando di farla passare per l'infelice principessa Anastasia, sopravvissuta all'eccidio della famiglia reale russa.
Anna non solo riesce a recitare perfettamente la sua parte, ma, grazie ai ricordi che riaffiorano nella sua mente, finisce col credersi veramente Anastasia. Il dubbio s'insinua anche nella mente di Bounine: possibile che la ragazza sia realmente la granduchessa Anastasia?
Il principe Paul von Haraldberg mostra (non si sa se per interesse o con sincerità) di riconoscere in Anna, di cui s'è invaghito, la propria cugina Anastasia. Grazie anche al suo appoggio, dopo diversi tentativi la ragazza ottiene il permesso d'incontrarsi con l'Imperatrice madre Marija la quale, dopo qualche esitazione, riconosce in lei la nipote Anastasia.
Nonostante abbia raggiunto il suo scopo, il generale Bounine non è soddisfatto, perché a poco a poco si è innamorato di Anastasia che però, reintegrata nel rango di granduchessa, dovrebbe ora sposare il cugino principe. Bounine considera terminato il suo compito e si congeda dall'imperatrice, che capisce il suo stato d'animo, anche se non riesce a fargli confessare di essersi innamorato.
Anna non è convinta del matrimonio: pensa che Paul probabilmente mira solo all'eredità, ma lo sposerebbe accettando le regole per amore della nonna ritrovata.
L'Imperatrice Madre, con profondo affetto, la sostiene nel suo cercare se stessa e, stanca e addolorata per i continui smascheramenti di falsi familiari che le vengono proposti, la supplica, se non dovesse essere lei la vera Anastasia, di non dirglielo mai.
Poco prima della presentazione ufficiale all'aristocrazia e alla stampa, l'imperatrice fa riflettere la giovane; poi la manda in una sala dove la dama di compagnia le sistemerà il diadema, sapendo che invece vi troverà Bounine, di cui è innamorata e con cui potrà andar via, rinunciando alle ricchezze e agli onori.

## Produzione
Tra gli attori comprimari si segnalano Akim Tamiroff, già al fianco di Ingrid Bergman tredici anni prima nel film Per chi suona la campana (1943), Martita Hunt, che aggiunge un tocco di ironia interpretando una civettuola e fatua dama di compagnia, e in un piccolo ruolo Natalie Schafer, familiare al pubblico televisivo per il suo ruolo in L'isola di Gilligan.
Oltre che per Ingrid Bergman, anche per Helen Hayes si è trattato di un rientro al cinema in grande stile: si era infatti ritirata per lunghi anni dalle scene a causa della morte improvvisa della figlia Mary e della salute malferma del marito.

## Riconoscimenti
- 1957 - Premio Oscar
  - Miglior attrice protagonista a Ingrid Bergman
  - Candidatura Migliore colonna sonora - Film drammatico o commedia a Alfred Newman
- 1957 - Golden Globe
  - Miglior attrice in un film drammatico a Ingrid Bergman
  - Candidatura Miglior attrice in un film drammatico a Helen Hayes
- 1956 - National Board of Review Awards
  - Miglior attore a Yul Brynner
- 1956 - New York Film Critics Circle Awards
  - Migliore attrice protagonista a Ingrid Bergman
  - 2º posto Miglior attore a Yul Brynner
- 1957 - David di Donatello
  - Miglior attrice straniera a Ingrid Bergman
- 1958 - Premi BAFTA
  - Candidatura Migliore sceneggiatura per un film britannico a Arthur Laurents